# Marcel Schlosser (Breakdancer)
Marcel Schlosser (* um 1979) ist ein deutscher Breakdancer. Er gehört zur Magdeburger Breakdance-Crew Da Rookies und war Europa- und Weltmeister.
Schlosser erlernte den Beruf des Großhandelskaufmanns. Als Tänzer gehörte er der Crew Per Anhalt an, die sich 1999 mit einer weiteren Formation zu den Da Rookies zusammenschloss. Als Mitglied der Da Rookies wurde er 2002 und 2006 Welt- und 2005 Europameister.
2006 trug sich Schlosser in das Goldene Buch der Stadt Magdeburg ein.